# Khamsin-Pass
Der Khamsin-Pass ist ein 750 m hoher Gebirgspass an der Fallières-Küste des Grahamlands auf der Antarktischen Halbinsel. Er verläuft in nord-südlicher Richtung zwischen den Relay Hills im Westen und den östlich gelegenen Kinnear Mountains. 
Der Pass diente zwischen 1936 und 1937 Wissenschaftlern der British Graham Land Expedition (1934–1937) unter der Leitung des australischen Polarforschers John Rymill als auch nachfolgenden Expeditionen als einfache Route vom Wordie-Schelfeis zum Palmerland. Das UK Antarctic Place-Names Committee benannte ihn 1977 nach dem Wüstenwind Khamsin in Ägypten.